# Angelo Moore
Angelo Christoper Moore, conosciuto anche come "Dr. Maddvibe" (Los Angeles, 5 novembre 1965), è un cantante statunitense, fondatore della band Fishbone.
Oltre a quest'attività, si occupa anche di poetica e fa il "narrante" di concerti in vari club, pub, bar e festival. Nel 1996 ha pubblicato la sua antologia di poesie intitolata "Dr. Maddvibe's Comprehensive Linkology".
Sua madre è un'insegnante di lettere inglesi della scuola Reseda High School, a Reseda, CA.